# Farming Simulator
Farming Simulator – komputerowa gra symulacyjna szwajcarskiej firmy Giants Software GmbH wydana po raz pierwszy w 2008 roku, będąca symulatorem pojazdów i maszyn rolniczych. Gra umożliwia prowadzenie gospodarstwa rolnego, w tym jazdę ciągnikiem rolniczym oraz wykonywanie prac rolniczych. Według danych producenta wersję gry z 2011 roku sprzedano w liczbie pół miliona egzemplarzy.

## Opis gier
Otwarty silnik, na którym oparta jest produkcja, daje duże możliwości społeczności graczy, którzy tworzą dzięki temu nowe maszyny rolnicze dostosowując i całkowicie zmieniając otoczenie gry. Gra jest łatwa w moddingu, przez co gracze mogą tworzyć własne modyfikacje i dodawać je do gry. Symulator Farmy doczekał się wielu edycji, począwszy od wydanej 14 kwietnia 2008 wersji Symulator Farmy 2008 stworzonej przez studio Giants Software, a kończąc na wydanej 12 listopada 2024 grze Farming Simulator 2025. W 2010 roku dołączona została możliwość rozgrywki przez internet, a także hodowli zwierząt. W Farming Simulator 2013 w ręce graczy została oddana możliwość gry na serwerach dedykowanych utrzymywanych przez zewnętrzne firmy – projekt ten był całkowicie sfinansowany przez społeczność. W Farming Simulator 17 do dyspozycji oddano kilkaset pojazdów i narzędzi, w tym 75 licencjonowanych marek. W czerwcu 2024 poinformowano, że w produkcji znajduje się Farming Simulator 25. Jej premiera została zaplanowana na 12 listopada tego samego roku.
Z inicjatywy polskiego dystrybutora, CD Projektu, pojawiła się specjalna edycja pod tytułem Farming Simulator 2013: Edycja Ursus, która swoją premierę miała 5 maja 2013. Najnowszy pakiet DLC pojawił się na początku października 2013 roku pod nazwą Farming Simulator 2013 Titanium, który to wprowadza klimat stylizowany na charakterystykę gospodarstw rolnych Stanów Zjednoczonych. Od 4 września 2013 gra dostępna jest na takie platformy jak Xbox 360 czy PS3.

## Paczki DLC dla poszczególnych gier serii

### Paczki DLC dla Farming Simulatora 2013
Zawartość do pobrania dla Farming Simulatora 2013:
1. Dodatek Ursus
2. Dodatek Marshall Trailers
3. Dodatek Titanium
4. Dodatek Väderstad
5. Dodatek Lindner
6. Farming Classics (darmowy)

### Paczki DLC dla Farming Simulatora 15
Zawartość do pobrania dla Farming Simulatora 15:
1. Poradniki do tworzenia modyfikacji
2. Dodatek ITRunner
3. Dodatek JCB
4. Darmowy dodatek NH Loaders
5. Dodatek New Holland
6. Dodatek Gold
7. Darmowy dodatek Farming Classics
8. Dodatek Holmer

### Paczki DLC dla Farming Simulatora 17
Zawartość do pobrania dla Farming Simulatora 17
1. Dodatek Ropa
2. Dodatek Platinum
3. Dodatek Big Bud
4. Dodatek Kuhn

### Paczki DLC dla Farming Simulatora 19
Zawartość do pobrania dla Farming Simulatora 19
1. Dodatek John Deere Gator
2. Dodatek Anderson Group Equipment Pack
3. Dodatek Holmer (darmowy)
4. Dodatek John Deere Cotton
5. Dodatek Platinum (maszyny rolnicze Claas)
6. Dodatek Bourgault
7. Dodatek Kverneland & Vicon Equipment Pack
8. Dodatek Alpine Farming Pack
9. Dodatek Grimme Pack
10. Dodatek  Rottne Pack

### Paczki DLC dla Farming Simulatora 22
Zawartość do pobrania dla Farming Simulatora 22
1. Dodatek Claas Xerion Saddle Trac Pack
2. Poradnik do tworzenia modyfikacji 5.0
3. Dodatek GIANTS Bonus Bundle
4. Dodatek Antonio Carraro Pack
5. Dodatek Agi Pack (darmowy)
6. Dodatek Kubota
7. Dodatek ERO Grapeliner Series 7000
8. Dodatek Vermeer
9. Dodatek Pumps n'Hoses Pack
10. Porsche Diesel Junior 108
11. Rozszerzenie Platinum
12. Volvo Bundle
13. Dodatek GÖWEIL Pack
14. Dodatek Hay & Forage Pack
15. Dodatek Horsch AgroVation Pack
16. Dodatek OXBO Pack
17. Rozszerzenie Premium[15]

### Paczki DLC dla Farming Simulatora 25
Zawartość do pobrania dla Farming Simulatora 25
1. MacDon
2. New Holland CR11 Gold Edition
3. NEXAT pack
4. Precision Farming 3.0 Free Pack
5. Plains & Prairies Pack

## Farming Simulator 19
W odróżnieniu od poprzednich tytułów z tej serii, gra otrzymała unowocześniony silnik graficzny.
W Farming Simulator 19 znajdują się trzy mapy (dwie w podstawowej wersji gry, a jedna jako oficjalna modyfikacja). Po raz pierwszy w historii serii można hodować konie i na nich jeździć. Dodano możliwość uprawy bawełny i owsa.
Kolejną nowością w serii jest możliwość kupienia terenu i budowy własnego gospodarstwa. Jest to możliwe również w trybie wieloosobowym. Ciągniki i inne maszyny rolnicze ulegają zużyciu. Pojawiły się też nowe animacje pojazdów.
Zniesiono ograniczenie czasowe misji i udostępniono je w trybie wielu graczy. Premiera gry odbyła się 20 listopada 2018.